# Gåte
Gåte (uitgesproken als [ɡôːtə]; Noors voor "raadsel") is een band uit Trøndelag (Noorwegen) die Noorse volksmuziek vermengd met metal en elektronische muziek. Zijn stijl wordt progressieve folkrock genoemd. De band werd in 2000 samengesteld door Sveinung Sundli (viool, keyboards) en bestond oorspronkelijk uit zijn jongere zus Gunnhild Sundli (zang), Gjermund Landrø (bas, achtergrondzang), Martin Langlie (drums) en Magnus Robot Børmark (gitaar, keyboards). Langlie werd in 2004 vervangen door Kenneth Kapstad.
De band won Melodi Grand Prix 2024 met het nummer Ulveham en vertegenwoordigde Noorwegen op het Eurovisiesongfestival 2024. Daarop werd het tiende in de tweede halve finale. In de finale werd de band laatste. 
1960: Nora Brockstedt · 
1961: Nora Brockstedt · 
1962: Inger Jacobsen · 
1963: Anita Thallaug · 
1964: Arne Bendiksen · 
1965: Kirsti Sparboe · 
1966: Åse Kleveland · 
1967: Kirsti Sparboe · 
1968: Odd Børre · 
1969: Kirsti Sparboe · 
1971: Hanne Krogh · 
1972: Grethe Kausland & Benny Borg · 
1973: Bendik Singers · 
1974: Anne-Karine Strøm & Bendik Singers · 
1975: Ellen Nikolaysen · 
1976: Anne-Karine Strøm · 
1977: Anita Skorgan · 
1978: Jahn Teigen · 
1979: Anita Skorgan · 
1980: Sverre Kjelsberg & Mattis Hætta · 
1981: Finn Kalvik · 
1982: Jahn Teigen & Anita Skorgan · 
1983: Jahn Teigen · 
1984: Dollie de Luxe · 
1985: Bobbysocks · 
1986: Ketil Stokkan · 
1987: Kate Gulbrandsen · 
1988: Karoline Krüger · 
1989: Britt Synnøve Johansen · 
1990: Ketil Stokkan · 
1991: Just 4 Fun · 
1992: Merethe Trøan · 
1993: Silje Vige · 
1994: Elisabeth Andreassen & Jan Werner Danielsen · 
1995: Secret Garden · 
1996: Elisabeth Andreassen · 
1997: Tor Endresen · 
1998: Lars Fredriksen · 
1999: Stig Van Eijk · 
2000: Charmed · 
2001: Haldor Lægreid · 
2003: Jostein Hasselgård · 
2004: Knut Anders Sørum · 
2005: Wig Wam · 
2006: Christine Guldbrandsen · 
2007: Guri Schanke · 
2008: Maria Haukaas Storeng · 
2009: Alexander Rybak · 
2010: Didrik Solli-Tangen · 
2011: Stella Mwangi · 
2012: Tooji · 
2013: Margaret Berger · 
2014: Carl Espen · 
2015: Mørland & Debrah Scarlett · 
2016: Agnete · 
2017: JOWST feat. Aleksander Walmann · 
2018: Alexander Rybak · 
2019: KEiiNO · 
2021: Tix · 
2022: Subwoolfer · 
2023: Alessandra · 
2024: Gåte ·
2025: Kyle Alessandro
- Bibsys: 2124673
- International Standard Name Identifier: 0000 0001 1907 987X
- Library of Congress Control Number: n2011025551
- MusicBrainz: 0e70c5ac-f0a7-4089-8541-7fdd1355487e
- Virtual International Authority File: 58145970283832252087